# Natalja Choriewa
Natalja Władimirowna Choriewa (ros. Наталья Владимировна Хорева; ur. 28 maja 1986 w Moskwie) – rosyjska saneczkarka, mistrzyni Europy.

## Kariera
Największe sukcesy w karierze osiągnęła w 2014 roku, kiedy wywalczyła dwa medale podczas mistrzostw Europy w Siguldzie. Najpierw zwyciężyła w jedynkach, pokonując swą rodaczkę, Tatjanę Iwanową oraz Niemkę Dajanę Eitberger. Następnie razem z kolegami z reprezentacji zwyciężyła także w konkurencji drużynowej. W tym samym roku wystartowała na igrzyskach olimpijskich w Soczi, gdzie była ósma. Na rozgrywanych cztery lata wcześniej igrzyskach w Vancouver zajęła dziesiątą pozycję. Była też między innymi dziesiąta na mistrzostwach świata w Siguldzie w 2015 roku. Po sezonie 2015/2016 zakończyła sportową karierę.